# Codicilo
Codicilo ou pequeno codex é um documento que encerra certas disposições de última vontade, tais como estipulações sobre os funerais, esmolas de pouca monta, assim como destinação de móveis, roupas ou jóias, de pouco valor. Faz-se por meio de um documento informal, assim como uma simples carta, e por isso se diz que é um instrumento particular ológrafo, isto é, escrito, datado e assinado pelo próprio codicilante.
Assemelha-se a um testamento, embora seja geralmente menor e seja menos formal a sua feitura. 
"Art. 1.881. Toda pessoa capaz de testar poderá, mediante escrito particular seu, datado e assinado, fazer disposições especiais sobre o seu enterro, sobre esmolas de pouca monta a certas e determinadas pessoas, ou, indeterminadamente, aos pobres de certo lugar, assim como legar móveis, roupas ou jóias, de pouco valor, de seu uso pessoal." Lei Nº 10.406/2002
O codicilo encontra-se previsto nos arts. 1.881 e seguintes do CC.
Segundo conceito fornecido pelo DICIONÁRIO JURÍDICO UNIVERSITÁRIO,pag. 144, de José Oliveira Netto, codicilo pode ser definido por: "ato de última vontade, pelo qual alguém faz disposições especiais sobre seu enterro, dá pequenas esmolas, lega móveis, roupas ou jóias de uso pessoal, não muito valiosas, nomeia ou substitui testamenteiros. Em direito antigo, alteração ou anulação de um testamento, por disposições adicionais a ele."
Assim, é correto concluir que codicilo é um ato de última vontade, praticado pelo testador, que exterioriza algumas vontades, como providências a serem tomadas em seu enterro, missas, doações de pequeno valor, de objetos simbólicos, entre outros, através de seu testamento ou outro escrito particular.
É característico por ser sempre de pequeno valor, sem maiores formalidades, bastando para tanto sua disposição no testamento ou por outro instrumento particular datado e assinado pelo autor, sem a necessidade da assinatura de testemunhas, de forma complementar ao testamento ou ainda com ato autônomo.
Com a previsão legal no Código Civil de 2002, do Art.1.881 ao 1.885, restaram assim resguardadas, legalmente, algumas vontades específicas do falecido.